# Гиднеллум оранжевый
Гиднеллум оранжевый (лат. Hydnellum aurantiacum) — несъедобный гриб c красновато-оранжевыми или ржаво-красными плодовыми телами. Как и другие ежовиковые грибы, на нижней стороне шляпки он имеет слой шипов, а не пластинок. Из-за значительного сокращения количества наблюдений этот вид внесён в список находящихся под угрозой исчезновения в Соединенном Королевстве.

## Таксономия
Hydnellum aurantiacum был впервые описан немецким натуралистом Августом Бачем в 1789 году под названием Hydnum suberosum var. aurantiacum. Своё нынешнее научное название ему дал Петтер Карстен, который перенес его в Гиднеллум в 1879 году. Hydnellum aurantiacum за свою таксономическую историю приобрел несколько синонимов, в том числе Hydnellum stohlii, опубликованный Готтлобом Людвигом Рабенхорстом в 1873 году, и Hydnellum complectipes, опубликованный Холлом в 1972 году. Дополнительные синонимы, возникшие в результате родовых переносов, включают:
- Hydnum aurantiacum (Йоханнес Баптиста фон Альбертини и Льюис Давид де Швайниц, 1825);
- Calodon aurantiacus (Карстен, 1881);
- Phaeodon aurantiacus (Йозеф Шретер, 1888).

Видовой эпитет aurantiacum происходит от латинского слова «апельсин».

## Описание

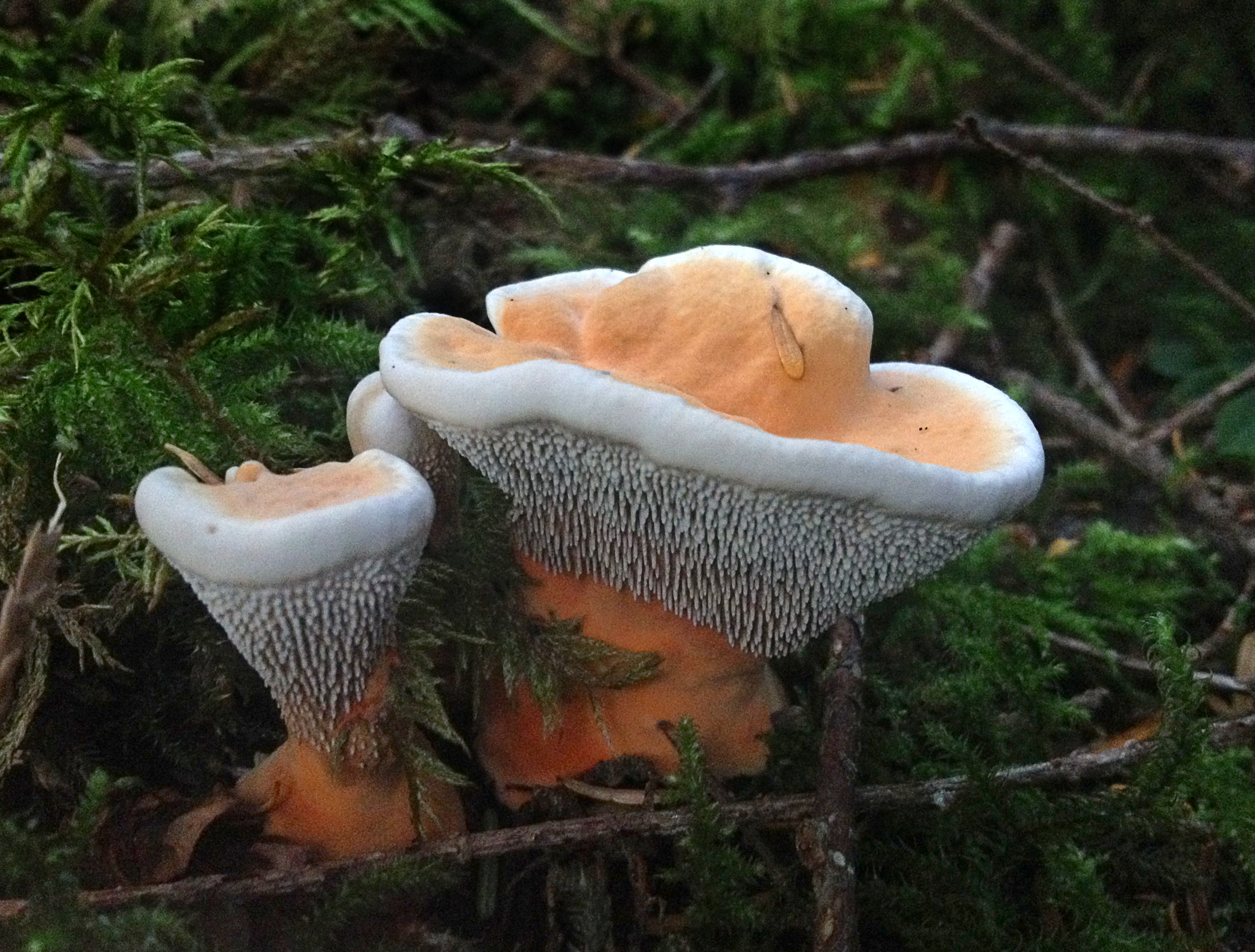
Молодое плодовое тело

Плодовые тела неглубоко воронковидные (воронковидные), до 15 см в диаметре. Верхняя поверхность оранжевая или оранжево-коричневая в центре, с более светлым краем. В молодости она может быть бархатистой или войлочной, но с возрастом становится морщинистой или комковатой. Мякоть твёрдая и деревянистая, от бледного до темно-оранжево-коричневого цвета, без какого-либо характерного запаха, но с горьковатым или мучнистым вкусом. Шипики короткие (до 5 мм длиной), белые, но с возрастом кончики постепенно буреют. Ножка до 4 см длиной и 0,5—2 см толщиной, от оранжевого до тёмно-коричневого цвета, с бархатистой поверхностью. Споровый отпечаток коричневый. Этот вид несъедобен из-за жёсткости мякоти и неприятного вкуса.
Базидии (спороносные клетки) составляют от 35 до 46 на 8—11 мкм, булавовидные (булавовидная), без зажимных соединений, четырёхспоровые. Стеригматы (отростки базидий, несущие споры) могут достигать 6 мкм. Базидиоспоры имеют примерно шаровидную форму, с грубыми бородавчатыми выростами (бугорками), споры имеют размеры 5,5—8 на 5,5—6,5 мкм.

### Похожие виды
Вид напоминает Феолус Швейница (Phaeolus schweinitzii), если смотреть сверху на поверхность шляпки, но вместо пор на гимении у него имеются зубцы.
Близкородственные и морфологически сходные виды рода Hydnellum включают:
- Hydnellum auratile (Гиднеллум золотистый) — имеет более однородную окраску мякоти,
- Hydnellum caeruleum (Гиднеллум голубой) — может выглядеть примерно одинакового возраста[8],
- Hydnellum congenum — имеет тонкую мякоть шляпки,
- Hydnellum ferrugipes (гиднеллум ржавоножковый),
- Hydnellum earlianum — имеет более гладкую шляпку, кончики шипов серно-жёлтые, а не белые.

## Распространение и среда обитания
Этот вид обычно растёт поодиночке или группами на земле в хвойных и смешанных лесах. В редких случаях ножки плодовых тел могут сливаться вместе. Был зарегистрирован в Австралии, Европе, Северной Америке и Азии, включая Китай, Индию и Корею. Это один из наиболее часто встречающихся видов Thelephorales, встречающихся в Свердловской области России.

## Химия

Скелетная формула аурантиацина

Пигмент, ответственный за характерный оранжевый цвет H. aurantiacum, был идентифицирован как соединение p-терфенила, названное аурантиацином. Этот тёмно-красный пигмент, производное соединения атроментина, впоследствии был идентифицирован у других видов Hydnellum. Также сообщалось о соединениях дигидроаурантиациндибензоата и телефорной кислоты.
Hydnellum aurantiacum используется при крашении грибов, при этом он дает цвет от сероватого до зеленовато-серого в зависимости от используемой протравы.